# 佐左木俊郎
佐左木 俊郎（ささき としろう、1900年（明治33年）4月14日 - 1933年（昭和8年）3月13日）は、日本の小説家。農民（百姓）の辛さ、愚かさ、悲しさ、したたかさ、美しさを、じっと見据えつづけた作家である。宮城県の農家出身。鉄道員、小学校の代用教員などののち新潮社に入り、『文学時代』などを編集。加藤武雄に兄事し、新興芸術派に属して猟奇小説、探偵小説などを書き、農民文芸会に属し活動したが早世した。
川端康成は、「農民文学」「農民小説」の旗手の佐左木の夭折を惜しみ、不当に扱われた作家として、その才能の「尊さ」を評し、「（農民作家で）見るに足る作品活動を示してゐたのは、芸術派では、実に佐左木氏たゞ一人だつた」とし、「嘉村礒多氏の全集が出るのに、佐左木俊郎氏の農民小説は忘れられかかつてゐる。世間は盲千人だ」と述べた。

## 著書
- 『黒い地帯』（新興芸術派叢書） 新潮社 1930年4月
- 『熊の出る開墾地』（現代暴露文学選集） 天人社 1930年
- 『都会地図の膨脹』（短篇小説集） 世界の動き社 1930年8月
- 『街頭偽映鏡』（猟奇短篇集） 赤炉閣 1931年
- 『仮面の輪舞』（日本小説文庫） 春陽堂 1932年8月
- 『狼群 新作探偵小説全集 第4』 新潮社 1933年
- 『新琴似兵村史』 新琴似兵村五十年記念会 1936年
- 『北海道の話題』 北方出版社 1937年
- 『佐左木俊郎選集』 英宝社 1984年4月 - 以下新版
- 『恐怖城』 春陽堂文庫 1995年8月
- 『熊の出る開墾地』（佐左木俊郎生誕100年記念事業実行委員会編） 英宝社 2000年7月
- 『熊の出る開墾地』（現代暴露文学選集） 本の友社 2000年1月
- 『黒い地帯』（新興藝術派叢書） ゆまに書房 2000年3月
- 『恐怖城 猟奇の街』（お風呂で読む文庫） フロンティアニセン 2005年5月
- 『平林初之輔　佐左木俊郎』 山前譲編 光文社文庫ミステリー・レガシー 2020年
- 『佐左木俊郎探偵小説選Ⅰ』 竹中英俊・土方正志編（論創ミステリ叢書）論創社
- 『佐左木俊郎探偵小説選Ⅱ』 同上、2020年8月-2021年3月

## 参考
- 磯田光一編『新潮日本文学辞典』（新潮社、1988年）
- 『川端康成全集第31巻・評論3』（新潮社、1982年）
- 川端康成『文藝時評』（講談社文芸文庫、2003年）